# یونس در اسلام

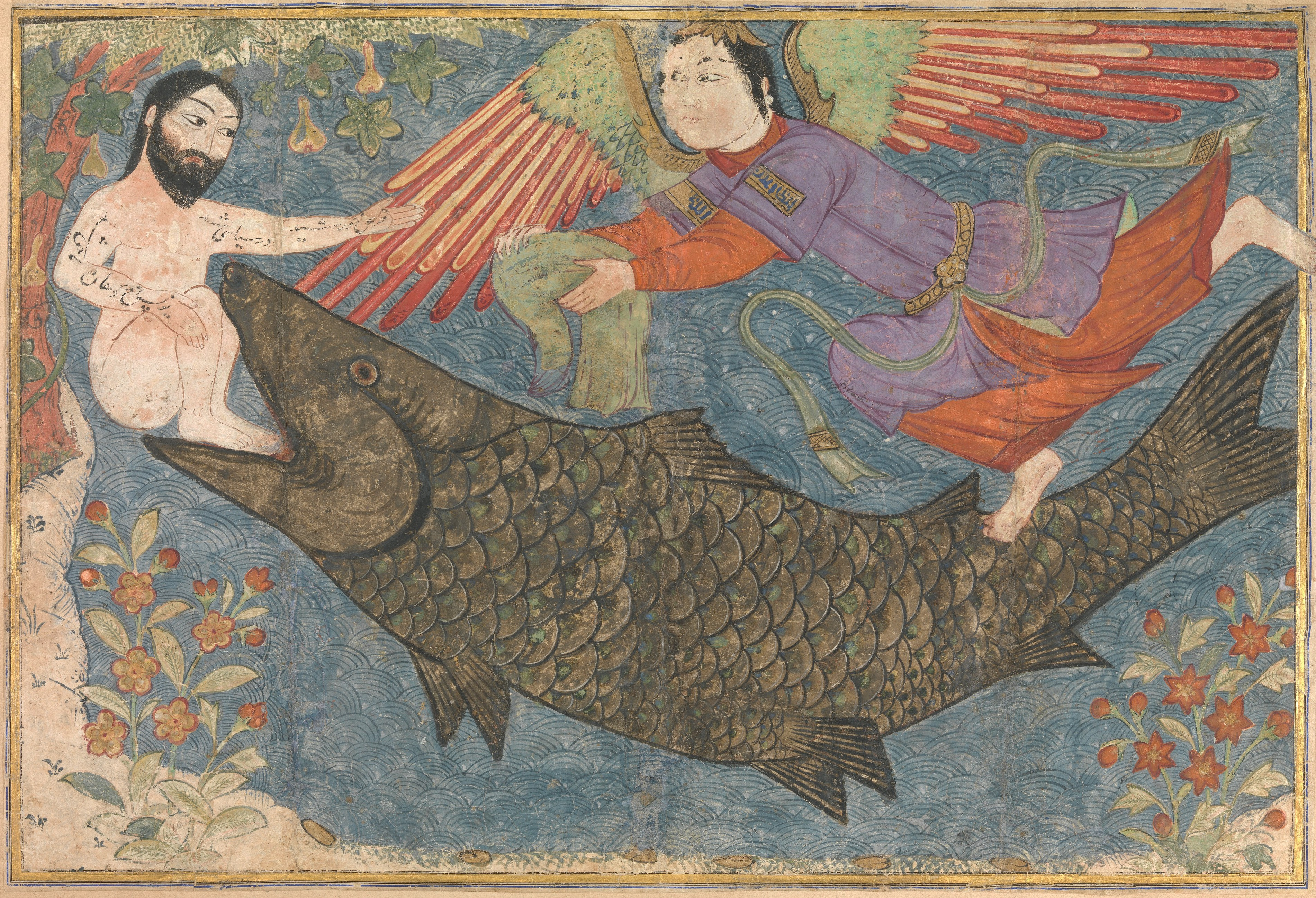
یونس و ماهی بزرگ در جامع‌التواریخ (حدود ۱۴۰۰ میلادی)، نگهداری‌شده در موزه متروپولیتن نیویورک

یونس نام دهمین سوره قرآن است. یونس به‌طور سنتی اهمیت والایی در اسلام داشته‌است زیرا به عنوان یک پیامبر به خدا مؤمن بود و پیام او را رساند. در میان دوازده پیامبر صغیر یهودیت، او تنها کسی است که در قرآن نام او ذکر شده‌است. یونس در دو آیه قرآن ذُو ٱلنُّوْن (صاحب ماهی) نامیده شده‌است و در دو آیه دیگر از او با عنوان «رسول‌الله» یاد شده‌است. سوره صافات آیات ۱۳۹ تا ۱۴۸ داستان یونس را روایات کرده‌اند:
یونس نیز یکی از آنان بود (که توسط ما) فرستاده شد.
زمانی‌که (مانند برده‌ای از اسارت) به سوی کشتی گرابنار گریخت، او (پذیرفت) با آنان قرعه اندازد و محکوم شد: سپس ماهی بزرگ او را بلعید و کارهایی انجام داد که لایق سرزنش بود. اگر او الله را حمد نمی‌گفت، قطعاً تا روز قیامت در ماهی باقی می‌ماند. اما ما او را در حالت مریضی به کرانه بایر انداختیم و گیاهی از نوع کدوی بالای سر او رویاندیم؛ و ما او را نزد صد هزار یا بیشتر فرستادیم و آنان ایمان آوردند و ما اجازه دادیم آنان برای مدتی بهره‌مند گردند.— قرآن صافات، آیات ۱۳۹ تا ۱۴۸
قرآن هیچ اشاره‌ای به نام پدر یونس نکرده‌است اما در روایات سنتی مسلمانان یونس به قبیله بنیامین تعلق دارد و پدرش امیتای نامیده می‌شود.

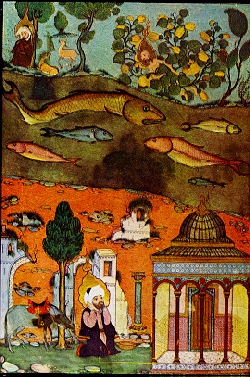
یونس تلاش می‌کند لختی خود را بپوشاند (بالا سمت راست). مینیاتوری از امپراتوری عثمانی، قرن ۱۶ میلادی.

در چند واقعه در حیات محمد نیز از یونس نام برده شده‌است. در برخی موارد، محمد با حمد و احترام از یونس سخن گفته‌است. به عنوان مثال، یکی از احادیث نقل می‌کند ده سال بعد از آغاز وحی به محمد، او به شهر طائف رفت و از رهبران شهر تقاضا کرد به او اجازه دهند دین خود را به جای مکه، در آنجا تبلیغ کند، اما مردم او را از شهر بیرون انداختند. وی در باغ عتبه و شیبه، دو عضو قبیله قریش، پناه گرفت. غلام آن‌ها عداس برای او انگور آورد و محمد از او پرسید اهل کجاست و غلام خود را اهل نینوا معرفی کرد. محمد در واکنش گفت «شهر یونس صالح، پسر متی!» عداس «شگفت‌زده» شد زیرا «می‌دانست بت‌پرستان عرب یونس نبی را نمی‌شناسند.» او سپس از محمد سؤال کرد که چگونه آن مرد را می‌شناسد و محمد پاسخ داد: «ما برادر هستیم. یونس پیامبر خدا بود و من نیز پیامبر خدا هستم.» عداس بلافاصله اسلام آورد و دست و پاهای محمد را بوسید.
در یکی از احادیث محمد که در صحیح بخاری روایت شده، محمد می‌گوید «کسی نباید بگوید من برتر از یونس هستم.» حدیثی مشابه محمد توسط یزید، دومین خلیفه اموی، نیز نقل شده‌است. امیة بن ابی‌الصلت، رقیب و معاصر محمد، معتقد بود اگر یونس به درگاه الله نماز نمی‌خواند، تا روز قیامت در شکم ماهی می‌ماند اما به دلیل نمازهایش، تنها چند روز آنجا ماند.
محمد بن جریر طبری روایت کرده که استخوان‌ها و اعضای یونس در زمان زندگی در شکم ماهی آسیب ندیدند. طبری همچنین روایت کرده که الله بدن ماهی را شفاف ساخت تا یونس بتواند شگفتی‌های اعماق دریا را ببیند و یونس شنید که همه ماهیان حمدالله را می‌گویند. به گفته کسایی مروزی، شاعر ایرانی، پدر یونس در زمان تولد او هفتاد ساله بود و اندکی بعد از تولد او مرد و تنها یک قاشق چوبی برای مادر یونس باقی گذاشت که مدتی بعد به شاخ نعمت تبدیل شد.

## اشاره های حدیثی
یونس نیز در چند واقعه در زمان حیات محمد(ص) ذکر شده است. در برخی موارد، نام یونس توسط محمد(ص) با ستایش و احترام بیان شده است. بر اساس روایات تاریخی درباره زندگی محمد(ص)، پس از ده سال وحی، محمد(ص) به شهر طائف رفت تا ببیند آیا رهبران این شهر به او اجازه می دهند پیام خود را از آنجا به جای مکه تبلیغ کند یا خیر، اما او توسط اهالی شهر طائف اخراج شد. مردم. او در باغ عتبه و شیبه دو تن از قبیله قریش پناه گرفت. آنها خادم خود را فرستادند تا برای او انگور ببرد. محمد از خادم پرسید اهل کجاست و خادم پاسخ داد نینوا.محمد(ص) فریاد زد «شهر یونس عادل، پسر آمیتایی!» . آداس شوکه شد زیرا می دانست که اعراب بت پرست از یونس اطلاعی ندارند. سپس پرسید که محمد از کجا این مرد را می شناسد؟ محمد(ص) پاسخ داد: ما برادریم. یونس پیامبر خدا بود و من نیز پیامبر خدا هستم. آداس بلافاصله اسلام را پذیرفت و دست و پای محمد(ص) را بوسید.
یکی از سخنان محمد(ص) در مجموعه امام بخاری می‌گوید که محمد(ص) می‌گوید «نباید بگوید من از یونس بهترم». ابن ابی السلط، یکی از معاصران   محمد(ص)، تعلیم می دهد که اگر یونس با خدا دعا نمی کرد، تا روز قیامت در ماهی گرفتار می ماند، اما یونس به خاطر نمازش «تنها چند روز در شکم ماهی ماندگار شد».
طبری مورخ ایرانی قرن نهم نقل می کند که در زمانی که یونس در داخل ماهی بود، «هیچ یک از استخوان ها و اعضای او آسیبی ندیدند». طبری همچنین می نویسد که خداوند بدن ماهی را شفاف کرد و به یونس اجازه داد تا «عجایب اعماق» را ببیند و یونس شنیده بود که همه ماهی ها در حال حمد و ستایش خداوند بودند. کسای مروازی، شاعر قرن دهم میلادی، نقل می کند که پدر یونس در زمان تولد یونس هفتاد ساله بود و او به زودی پس از آن درگذشت.

## آرامگاه
مکان کنونی نینوا با حفاری پنج دروازه، قسمت هایی از دیوارها در چهار طرف و دو تپه بزرگ مشخص شده است.مسجدی در بالای قبر یونس برای حضرت یونس وقف شده بود و دارای زیارتگاهی بود که هم مسلمانان و هم مسیحیان آن را به عنوان محل مقبره یونس مورد احترام قرار می دادند. این مقبره یک مکان زیارتی محبوب و نماد اتحاد یهودیان، مسیحیان و مسلمانان در سراسر خاورمیانه بود. در ۲۴ ژوئیه ۲۰۱۴، دولت اسلامی عراق و شام (داعش) مسجد مقبره را به عنوان بخشی از کارزاری برای تخریب اماکن مذهبی که آن را بت پرست می دانست، ویران کرد. پس از بازپس گیری موصل از داعش در ژانویه ۲۰۱۷، یک کاخ باستانی آشوری که توسط اسرحدون ساخته شده بود، متعلق به حدود نیمه اول قرن هفتم قبل از میلاد مسیح در زیر مسجد ویران شده کشف شد. داعش کاخ را در جستجوی اقلامی  برای فروش در بازار سیاه غارت کرده بود،اما برخی از آثار باستانی که حمل و نقل آنها دشوارتر بود همچنان در جای خود باقی مانده بود.
دیگر مکان‌های مشهور به عنوان مقبره یونس عبارتند از: روستای عرب‌نشین مشهد، واقع در محوطه باستانی گاث هفر در اسرائیل؛ شهر حلهول در کرانه باختری فلسطین، در ۵ کیلومتری (۳.۱ مایلی) شمال الخلیل؛ و پناهگاهی در نزدیکی شهر سرافند (سرپتا) در لبنان.[ روایت دیگری این مقبره را در تپه‌ای به نام  «تپه یونس»، در لبه شمالی شهر اسرائیلی اشدود، در مکانی پوشیده از یک فانوس دریایی مدرن می‌داند.

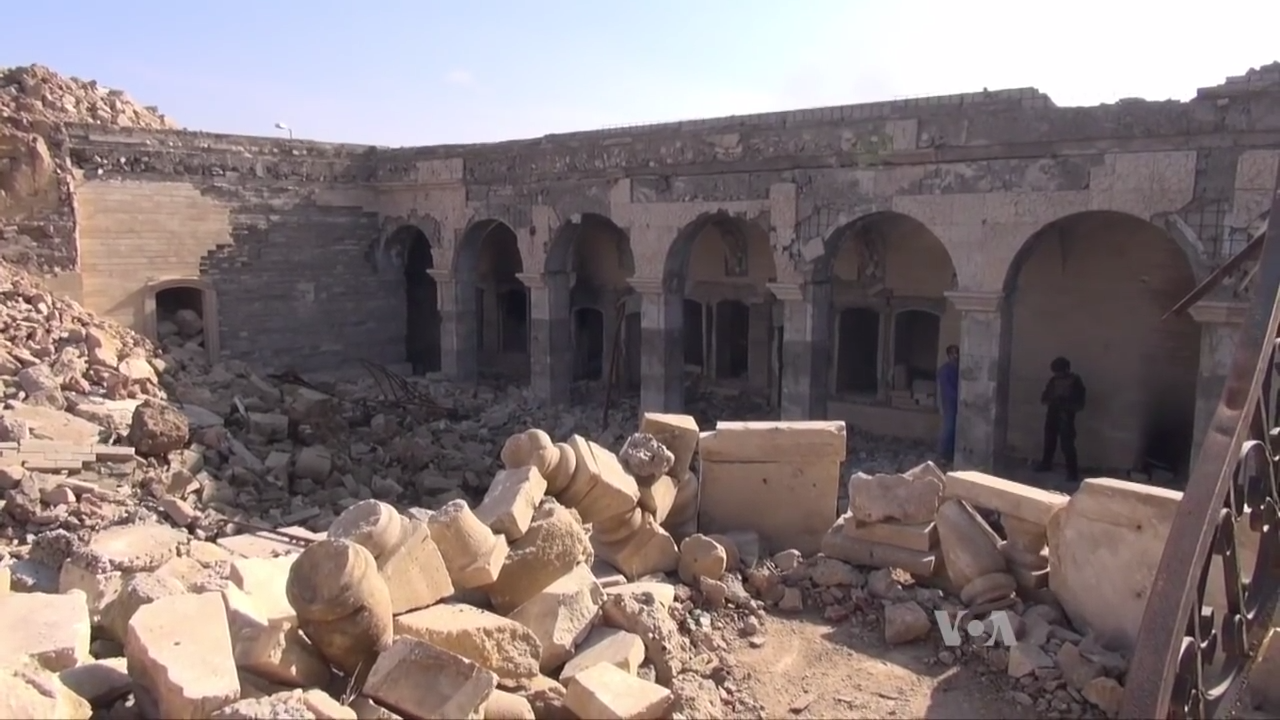
عکسی از خرابه های مسجد یونس در پی تخریب آن توسط داعش

مقبره دیگر یونس را می توان در دیاربکر ترکیه پیدا کرد که در پشت محراب مسجد فاتح پاشا قرار دارد.